# Demonax nigrofasciatus
Demonax nigrofasciatus är en skalbaggsart som beskrevs av Thomson 1860. Demonax nigrofasciatus ingår i släktet Demonax och familjen långhorningar. Inga underarter finns listade i Catalogue of Life.